# Les Malheurs de Sophie (film, 1946)
Pour les articles homonymes, voir Les Malheurs de Sophie (homonymie).
Pour plus de détails, voir Fiche technique et Distribution.
Les Malheurs de Sophie est un film français, une comédie dramatique réalisée en 1945 par Jacqueline Audry, sortie en 1946.

## Synopsis
C'est l'histoire de Sophie de Réan qui est une petite fille espiègle et turbulente.

## Fiche technique
- Réalisateur : Jacqueline Audry
- Scénario : Colette Audry, Pierre Laroche, d'après le roman éponyme de la Comtesse de Ségur publié en 1858.
- Décors : Alexandre Trauner
- Photographie : Jean Isnard
- Montage : Émilienne Nelissen
- Assistants réalisateurs : Bernard Borderie, Robert-Paul Dagan
- Musique : Pierre Sancan
- Son : Maurice Carrouet
- Sociétés de production : Pathé, UTC (Union Technique Cinématographique S.A.)
- Pays d'origine :  France
- Format : Noir et blanc
- Genre : Comédie dramatique
- Durée : 95 minutes
- Date de sortie : 
  - France - 3 avril 1946

## Distribution
- Madeleine Rousset : Sophie de Réan, jeune fille, qui doit épouser le fils du préfet alors qu'elle en aime un autre
- Marguerite Moreno : Mademoiselle, la rigoureuse et autoritaire gouvernante de Sophie
- Michel Auclair : Paul d'Auber, le cousin de Sophie qu'elle aime et qui doit s'exiler pour raisons politiques
- André Alerme : le préfet Hugon
- Colette Darfeuil : la révolutionnaire
- Jean Daurand : Antoine Blaise
- José Conrad : Sophie de Réan enfant, une fillette espiègle et turbulente
- Renaud Mary : Armand Hugon, le fils prétentieux du préfet, que doit épouser Sophie alors qu'elle aime Paul
- Liane Daydé : Madeleine
- Marianne Hardy : Madame Florence d'Auber
- Paul Faivre : le contrôleur
- Lisette Jambel
- Pierre Labry
- Yolande Laffon : Madame Èvelyns de Réan
- Pierre Magnier
- Noëlle Norman : Madame Ginette de Fleurville
- Jean Temerson : le policier Moucheron
- Jany Vallières
- Geneviève Morel